# Moles de Penauba
Moles de Penauba és una muntanya de 462 metres que es troba al municipi de Rasquera, a la comarca catalana de la Ribera d'Ebre.